# James O'Reilly (homme politique canadien)
Pour les articles homonymes, voir James O'Reilly et O'Reilly.
James O'Reilly (16 septembre 1823-15 mai 1875) est un homme politique canadien de l'Ontario. Il est député fédéral progressiste-conservateur de la circonscription ontarienne de Renfrew-Sud de 1872 à 1874.

## Biographie
Né à Westport dans le comté de Mayo en Irlande, O'Reilly arrive dans le Haut-Canada avec son père en 1832. Il étudie le droit avec C. O. Benson à Belleville et plus tard avec John Willoughby Crawford (en).
Nommé au barreau de l'Ontario en 1847, il pratique ensuite à Kingston. Il entre au Conseil de la Reine en 1864 et quelque temps plus tard est nommé au barreau du Québec. O'Reilly poursuit Patrick J. Whelan, reconnu coupable du meurtre de Thomas D'Arcy McGee et pendu.
Conseiller municipal au conseil de Kingston de 1850 à 1855, il est archiviste de la ville de 1864 à 1869 et directeur de la Kingston and Pembroke Railway. Élu député fédéral en 1872, il ne se représente pas en 1874.
Il obtient le rang de major dans une compagnie de milicien volontaire et meurt à Kingston à l'âge de 51 ans.